# مارتین لوپز-زوبرو
مارتین لوپز-زوبرو (به انگلیسی: Martin López-Zubero) (زادهٔ ۲۳ آوریل ۱۹۶۹) شناگر اهل اسپانیا است.